# Mezinárodní cyklistická unie

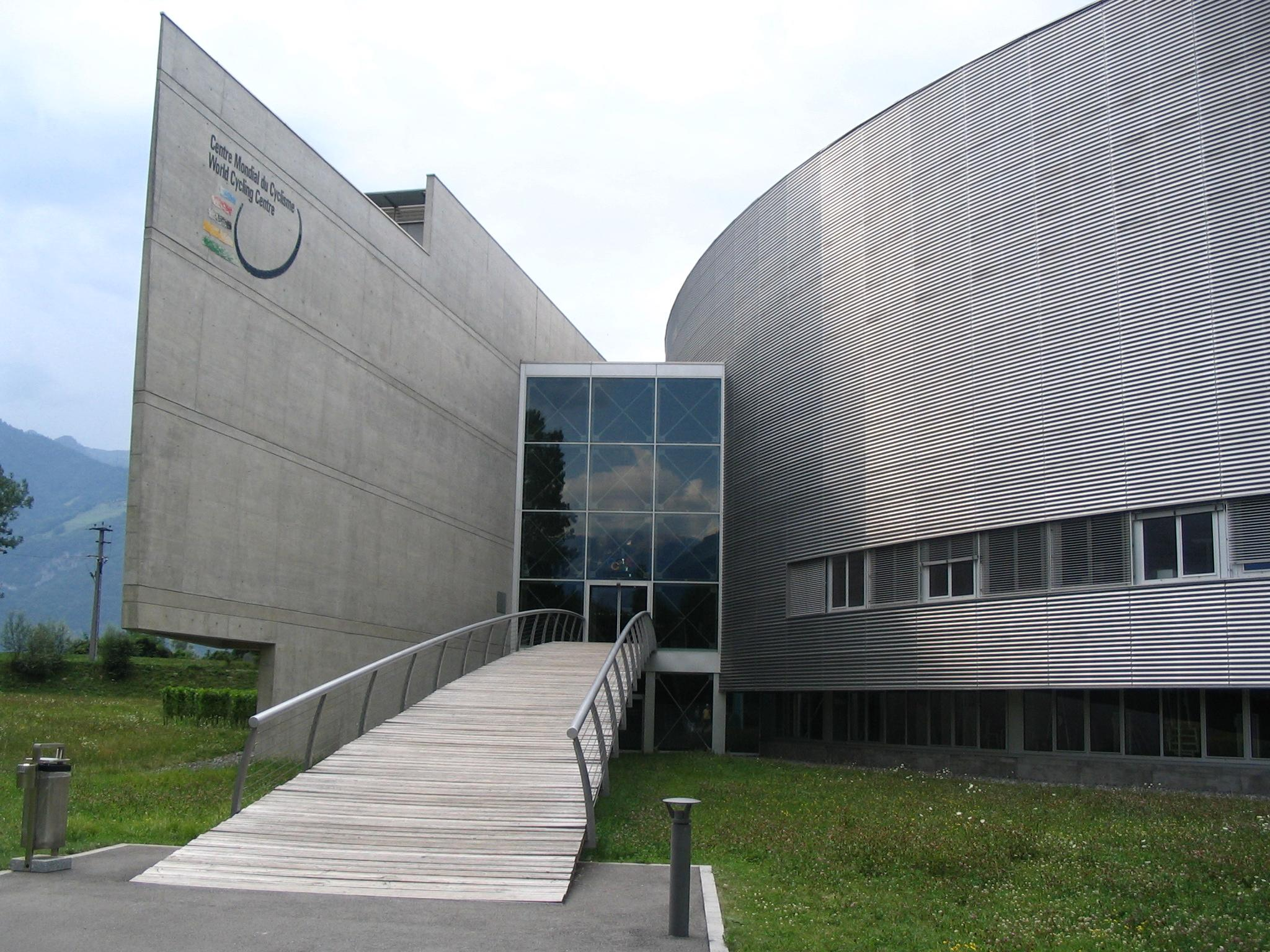
sídlo UCI

Mezinárodní cyklistická unie (UCI, francouzsky Union Cycliste Internationale) je sportovní federace, která pořádá mistrovství světa v silniční i dráhové cyklistice, cyklokrosu, horských kolech, krasojízdě a kolové. Vítěz těchto soutěží smí celý rok jezdit v duhovém trikotu, který je symbolem UCI. Organizace také uděluje závodnické licence, vede žebříček jezdců a zemí podle důležitosti závodů a rozhoduje o trestech za doping.
Byla založena v roce 1900 cyklistickými svazy Francie, Belgie, Švýcarska, Itálie a USA. Nahradila Mezinárodní cyklistickou asociaci (ICA), založenou roku 1892, kde se členské země rozhádaly kvůli kontroverzním výrokům rozhodčích na mistrovství světa. V roce 1965 se rozdělila na amatérskou FIAC (jejíž členové směli startovat na olympiádě) a profesionální FICP. Obě organizace pořádaly mistrovství světa ve stejné době na stejném místě, ale s oddělenými kategoriemi. Také většina etapových závodů se jezdila zvlášť, jednou z mála výjimek byla Tour de l'Avenir. V roce 1994 se obě organizace znovu spojily; sídlem UCI je švýcarské město Aigle, unie má 172 členských zemí. Předsedou je od roku 2017 Francouz David Lappartient.

## Předsedové
- Emile De Beukelaer (Belgie) 1900—1922
- Léon Breton (Francie)	1922—1936
- Max Burgi (Švýcarsko) 1936—1939
- Alban Collignon (Belgie) 1939—1947
- Achille Joinard (Francie) 1947—1958
- Adriano Rodoni (Italie) 1958—1981
- Luis Puig (Španělsko) 1981—1990
- Hein Verbruggen (Nizozemsko) 1991—2005
- Pat McQuaid (Irsko) 2005—2013
- Brian Cookson (Velká Británie) 2013—2017
- David Lappartient (Francie) 2017—